# René Dupuy
René Dupuy (17 de mayo de 1920 – 1 de agosto de 2009) fue un actor, escenógrafo y director teatral de nacionalidad francesa.

## Biografía
Nacido en Nueva York, Estados Unidos, fue alumno del Conservatoire national supérieur d'art dramatique de París. A lo largo de su carrera tuvo la oportunidad de estar al frente del Théâtre Gramont (1954 - 1973), el Théâtre de l'Athénée (1966 - 1972) y el Théâtre Fontaine (1972 - 1985).
Además, fue profesor de arte dramático en la École nationale supérieure des arts et techniques du théâtre. René Dupuy falleció en Francia en 2009.

## Teatro

### Actor
- 1950 : Henry IV, de William Shakespeare, escenografía de Jean Vilar, Festival de Aviñón
- 1950 : El Cid, de Pierre Corneille, escenografía de Jean Vilar, Festival de Aviñón
- 1950 : El baile de los ladrones, de Jean Anouilh, escenografía de André Barsacq, Théâtre des Arts
- 1951 : Le Prince de Hombourg, de Heinrich von Kleist, escenografía de Jean Vilar, Festival de Aviñón
- 1956 : Irma la douce, de Marguerite Monnot, escenografía de René Dupuy, Théâtre Gramont
- 1958 : Édition de midi, de Mihail Sebastian, escenografía de René Dupuy, Théâtre Gramont
- 1963 : On ne peut jamais dire, de George Bernard Shaw, escenografía de René Dupuy, Théâtre Gramont
- 1965 : Pantagleize, de Michel de Ghelderode, escenografía de René Dupuy, Théâtre Gramont
- 1966 : La Convention de Belzébir, de Marcel Aymé, escenografía de René Dupuy, Théâtre de l'Athénée
- 1966 : Le Roi se meurt, de Eugène Ionesco, escenografía de Jacques Mauclair, Théâtre de l'Athénée
- 1970 : Le Roi se meurt, de Eugène Ionesco, escenografía de Jacques Mauclair, Théâtre de l'Athénée
- 1977 : Au théâtre ce soir: Les Petits Oiseaux, de Eugène Labiche, escenografía de René Dupuy, dirección de  Pierre Sabbagh, Théâtre Marigny
- 1984 : Au théâtre ce soir: La Pomme, de Louis Verneuil y Georges Berr, escenografía de René Dupuy, dirección de Pierre Sabbagh, Théâtre Marigny

### Director
- 1948 : La Vengeance d'une orpheline russe, de Henri Rousseau, Théâtre de l'Œuvre
- 1949 : La Vengeance d'une orpheline russe, de Henri Rousseau, Teatro de los Campos Elíseos
- 1951 : La Calandria, de Bernardo Dovizi, Festival de Aviñón
- 1954 : Le Héros et le soldat, de George Bernard Shaw, Théâtre Gramont
- 1955 : Le Quai Conti, de Guillaume Hanoteau, Théâtre Gramont
- 1956 : À la monnaie du Pape, de Louis Velle, Théâtre Gramont
- 1956 : Irma la douce, de Alexandre Breffort y Marguerite Monnot, Théâtre Gramont
- 1956 : The Playboy of the Western World, de John Millington Synge, Théâtre Gramont
- 1957 : Pericles, príncipe de Tiro, de William Shakespeare, Teatro del Ambigu-Comique
- 1958 : Édition de midi, de Mihail Sebastian, Théâtre Gramont
- 1959 : La Double Vie de Théophraste Longuet, de Jean Rougeul a partir de Gaston Leroux, Théâtre Gramont
- 1960 : La Petite Datcha, de Vasiliei Vasil'evitch Chkvarkin, Théâtre Daunou
- 1961 : Visa pour l'amour, de Raymond Vincy y Francis Lopez, Théâtre de la Gaîté
- 1961 : Un certain monsieur Blot, de Robert Rocca a partir de Pierre Daninos, Théâtre Gramont
- 1962 : A notre âge on a besoin d'amour y La Cloison, de William Savy, Théâtre de l'Alliance française
- 1962 : Le Timide au palais, de Tirso de Molina, Théâtre Gramont
- 1963 : On ne peut  jamais dire, de George Bernard Shaw, Théâtre Gramont
- 1964 : Les Fausses Confidences, de Pierre Carlet de Chamblain de Marivaux, Teatro del Ambigu-Comique
- 1965 : Pantagleize, de Michel de Ghelderode, Théâtre Gramont
- 1965 : Du vent dans les branches de sassafras, de René de Obaldia, Théâtre Gramont
- 1966 : La Convention de Belzébir, de Marcel Aymé, Théâtre de l'Athénée
- 1967 : Rapport pour une académie, de Franz Kafka, Théâtre Gramont
- 1968 : Après la pluie, de John Bowen, Théâtre de l'Athénée
- 1969 : Les Grosses Têtes, de Jean Poiret y Michel Serrault, escenografía con Jean Poiret, Théâtre de l'Athénée
- 1969 : Popaul et Juliette, de André Maheux y Mireille, Théâtre Gramont
- 1971 : Hommes, de John Herbert, Théâtre de l'Athénée
- 1972 : Le Roi des cons, de Georges Wolinski, Théâtre Fontaine
- 1973 : Chante, Papa, chante, de Marcel Moussy, Théâtre des Nouveautés
- 1974 : Au théâtre ce soir: Le Vison à cinq pattes, de Constance Coline a partir de Peter Coke, dirección de Jean Royer, Théâtre Marigny
- 1977 : Au théâtre ce soir : Les Petits Oiseaux, de Eugène Labiche, dirección de Pierre Sabbagh, Théâtre Marigny
- 1979 : Troilo y Crésida, de William Shakespeare, Théâtre Fontaine
- 1982 : Lili Lamont, de Arthur Whithney, Théâtre Fontaine
- 1984 : Au théâtre ce soir: La Pomme, de Louis Verneuil y Georges Berr, dirección de Pierre Sabbagh, Théâtre Marigny
- 1988 : Le Roi se meurt, de Eugène Ionesco